# Пои

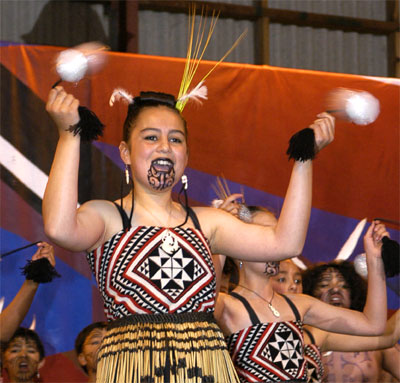
Традиционный маорийский пои

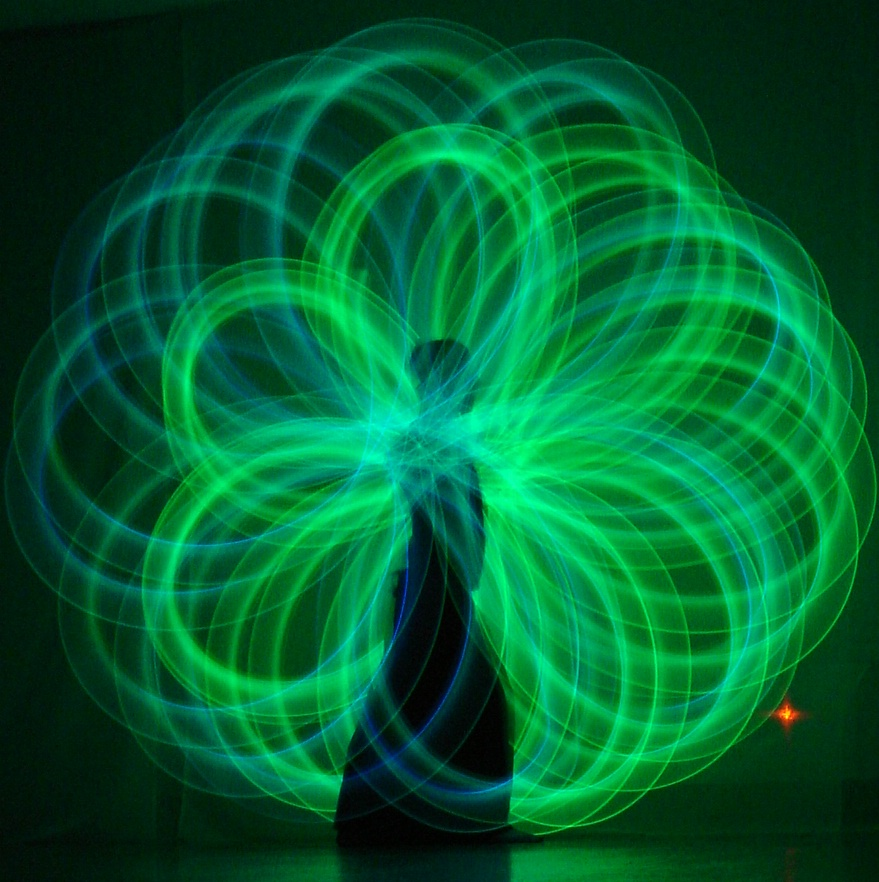
Светодиодные пои, съёмка с большой выдержкой

Пои — пара шаров, связанных верёвкой или цепью, инвентарь для кручения и жонглирования. Пои могут поджигать для огненного шоу. Искусство кручения плетёных пои, или поинг, практиковалось новозеландским народом маори в форме игры ещё до прибытия европейцев.
Искусство современного поинга далеко ушло от оригинальной культуры маори. В кругах артистов огненных шоу зародилась субкультура пои. Пои считаются одной из форм жонглирования, а пойстеры стоят в одном ряду с жонглёрами, крутильщиками шестов (стафферами), вееров и другими артистами огненного жанра, называемыми фаерщиками. Так пои вошли в технический арсенал цирков, уличных театров и театров огня.
Существует множество вариаций современных пои, от ярких цветных конусов до полотен ткани («флагов»). Пойстеры обычно используют ярко окрашенные пои, флуоресцирующие ленты и цветные наконечники, которые позволяют лучше видеть траекторию шара в воздухе. В пои может быть встроен стробоскоп, светодиоды и даже микроконтроллеры для быстрого изменения цветов на светодиодной ленте.

## История
Словом «пои» обозначают не только сами шары, но и песни, сопровождающие верчение. Изначально пои был игрой, позже превратившись в массовый танец; исполнение с традиционным пои может происходить как стоя, так и сидя.

## Огненные пои

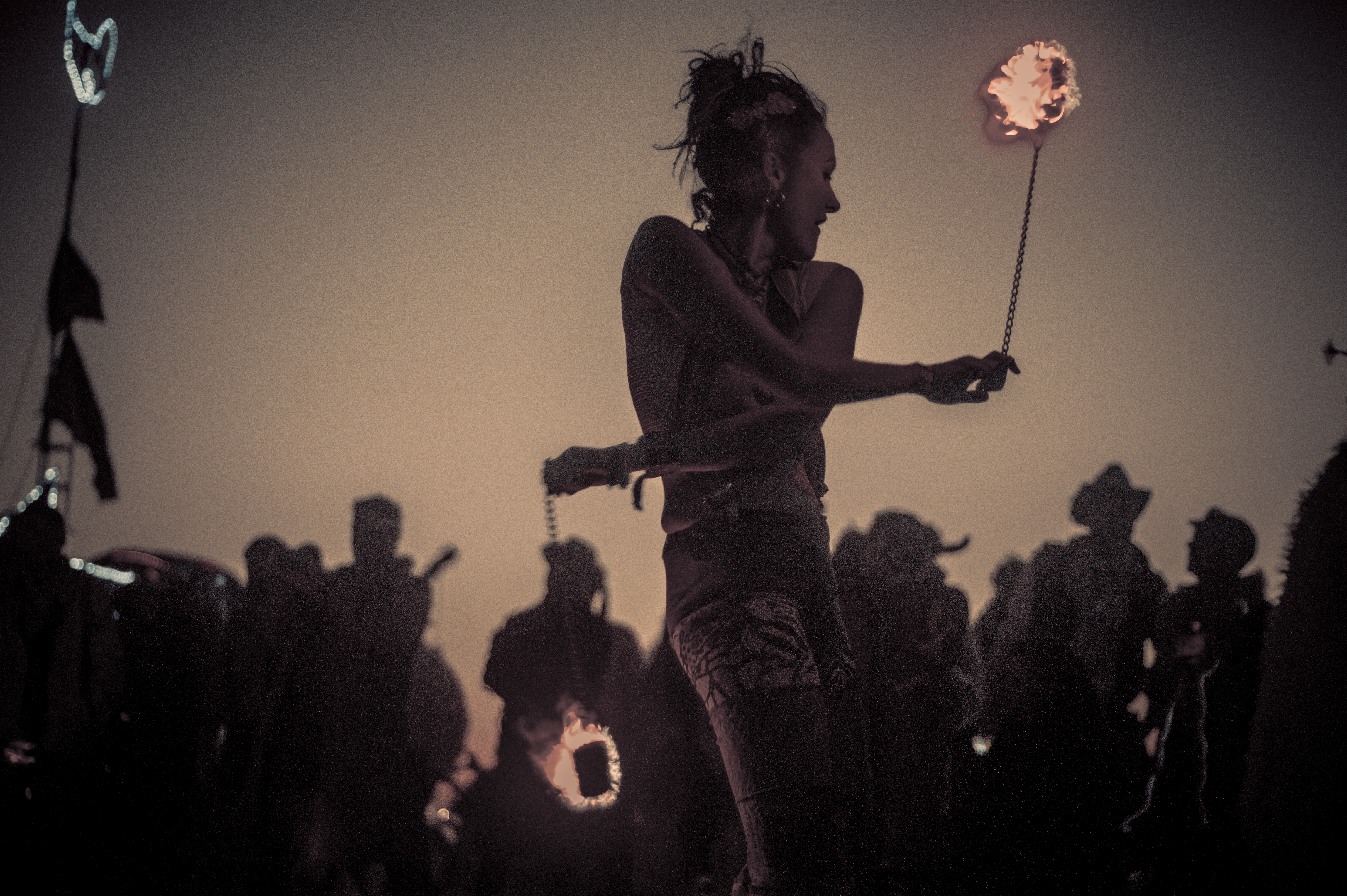
Огненные пои

Огненные пои состоят из цепи и кевларовых (базальтовых, асбестовых, углеволоконных и др.) фитилей, которые вымачиваются в горючей жидкости (жидкий парафин, керосин, солярка) и поджигаются. Существует несколько видов огненных пои и несколько видов фитилей, различающихся по плетению, времени и яркости горения.
Другая вариация пои — «огненные змеи» (или огненные косы; fire snakes), когда вместо фитиля используется кевларовая (асбестовая, керамическая и т. д.) верёвка. Работа с такими пои выглядит почти так же, как работа с флагами.

## Польза для здоровья
Научное исследование, проведённое в Оклендском университете продемонстрировало значительное увеличение силы, способности балансировать и сохранять концентрацию после месяца тренировок.